# I sette magnifici gladiatori
I sette magnifici gladiatori es un péplum dirigido por Bruno Mattei y escrito por Claudio Fragasso.

## Producción
El éxito de taquilla de Conan el Bárbaro causó un mini-resurgimiento de producciones de películas peplum entre 1982 y 1990 en Italia. I sette magnifici gladiatori fue parte del resurgimiento. 
Entre la tripulación de producción estaban: Silvano Ippoliti, quién había trabajado en muchas otras películas peplum y Brad Harris y Dan Vadis, quiénes habían protagonizado varias películas peplum de la era anterior.

## Estreno
I sette magnifici gladiatori fue estrenado en Italia en 1983 y en agosto de 1983 en los Estados Unidos.

## Recepción
Kim Newman (de Boletín de Películas Mensual) describió la película como ″un exacto remake de Los Siete Samuráis mezclado con Los siete magníficos cuya única posible sorpresa proviene de la fundición de Sybil Danning con Brad Dexter″.